# Oreamnos
Oreamnos — рід північноамериканських кіз. Снігова коза (Oreamnos americanus) є єдиним живим видом. До кінця плейстоцену на південь від сучасної форми був поширений інший вид — Oreamnos harringtoni.